# (437813) 2015 DR94
(437813) 2015 DR94 es un asteroide perteneciente al cinturón de asteroides, descubierto el 23 de septiembre de 2008 por el equipo Spacewatch desde el Observatorio Nacional de Kitt Peak (Arizona, Estados Unidos).